# 五氯化锑
五氯化锑是一种有恶臭味的无色油状液体，常因混有杂质而显微黄色，遇水发生强烈水解。通常用于检验生物碱和铯，并用作有机氯化时的载体。它是一种中等强度的路易斯酸，与氢氟酸反应生成五氟化锑。

## 制备与结构
五氯化锑可通过将氯气通入熔融状态下的三氯化锑反应制得：
{\displaystyle {\ce {SbCl3 + Cl2 -> SbCl5}}}
气态的SbCl5为三角双锥结构。

## 反应
五氯化锑会水解成盐酸和锑的氯氧化物。由于六氯锑酸根配离子的形成，该反应在有大量氯离子的环境下被抑制：
SbCl5 + Cl− → [SbCl6]−
它会和多种路易斯碱形成加合物。SbCl5是一种软酸，ECW模型的参数是 EA = 3.64 和CA = 10.42。它也是Gutmann路易斯碱度的标准路易斯酸。
五氯化锑是强氧化剂，  会直接把芳香醚氧化成自由基阳离子：
3 SbCl5  +  2 ArH  →  2 (ArH+)(SbCl6-)  +  SbCl3

## 危险
五氯化锑是一种腐蚀性很强的物质，应远离热源和湿气储存。 它是一种氯化剂，在存在水分的情况下会释放氯化氢气体。 因此，如果在潮湿的环境中处理，它甚至可能蚀刻不锈钢工具（如针）。 五氯化锑不应使用非氟化塑料（如塑料注射器、塑料隔垫或带塑料配件的针头）处理，因为它会使塑料熔化和碳化。